# Поджио, Зоя Семёновна
Зоя Семёновна Поджио (31.12.1910, Москва, Российская империя — 1995, Москва, Россия) — советская актриса театра. Заслуженная артистка Казахской ССР (1956). награждена орденом Трудового Красного Знамени (1960).

## Биография
Зоя Семёновна Поджио родилась в 1910 году в городе Москва.
Трудовую деятельность начала в 1938 году в драматическом театре г. Хорезма Узбекистана.
С 1939 по 1942 годы — актриса Усть-каменогорского областного драматического театра.
С 1942 по 1945 годы — актриса Рубцовский городской драматический театр (Алтайский край).
С 1945 года — актриса Павлодарского областного драматического театра им. А. П. Чехова, и всю жизнь работала в этом театре.
Сыграла более 150 различных ролей, среди которых: Розалия Павловна («Клоп» В. Маяковского), Сергеевна («В день свадьбы» В. Розова), Настасья Петровна («Женитьба Белугина» А. Островского), Светлова («Глеб Космачёв» М. Шатрова), Кормилица («Ромео и Джульетта» В. Шекспира), Мачеха («Хрустальный башмачок» Т. Габбе), жена Берсенева («Разлом» Б. Лавренёва), Домна Пантелеевна («Таланты и поклонники» А. Островского), Алехина («Шестеро любимых» А. Арбузова), Белиса («Изобретательная влюблённая» Лопе де Вега), Лу Ши-Пин («Ураган» Цао Юя), Лагутина («Мать своих детей» А. Афиногенова) и др.
Урна с прахом в колумбарии Николо-Архангельского кладбища.

## Награды и звания
- Заслуженная артистка Казахской ССР (1956) — за заслуги в искусстве советского и казахского театра.
- Орден Трудового Красного Знамени (7 марта 1960)[2]
- Награждена несколькими медалями и др.
- Награждена Почётной грамотой Верховного Совета Казахской ССР.
- Медаль «В ознаменование 100-летия со дня рождения Владимира Ильича Ленина» (1970) и др.